# Euphorion (Mythologie)
Euphorion (altgriechisch Εὐφορίων Euphoríōn) ist nach Ptolemaios Chennos ein Sohn des Achilleus und der Helena, als diese bereits auf der Insel der Glückseligen lebten. Zeus verliebte sich in den geflügelten Jüngling, stellte ihm nach und erschlug ihn schließlich auf der Insel Melos mit dem Blitz, da er seine Liebe nicht erwiderte. Zeus verbot, ihn zu bestatten, und verwandelte die Nymphen, die ihn dennoch begruben, in Frösche. 
In Goethes Faust. Der Tragödie zweiter Teil ist Euphorion ein Sohn von Faust und Helena.

## Quelle
- Extrakt von Ptolemaios Chennos, Kaine Historia 4 bei Photios, Bibliotheke 190